# Hradischko
Hradischko est un camp de concentration situé à une vingtaine de kilomètres de Prague où de nombreux déportés furent internés en 1944 et 1945.

## Le camp de concentration
Témoignage d'Yves Tanné, de Plougonven, qui fut déporté dans ce camp :

« En mars 1944, nous embarquons pour Hradishchko, situé à une vingtaine de kilomètres de Prague. Le train s’arrête à 8 km du camp et nous devons marcher dans la neige, les pieds, douloureux et couverts de plaies, dans des galoches décousues, dans lesquelles nous avions mis du papier et des lambeaux d’étoffe. J’y resterai jusqu’en mai 1945, dans un climat de terreur. Le travail consistait à terrasser, maçonner, décharger des wagons, de 6 heures le matin à 19 heures le soir, sous une chaleur accablante l’été, dans un froid de moins 20 degrés et plus, l’hiver. Sous nos vareuses rayées, nous glissions en cachette des sacs de ciment en papier. Nous sommes battus à coups de nerfs de bœuf, du matin au soir. Les coups de trique pleuvent, pour le plaisir de frapper. Celui qui ne se relève pas est conduit à l’infirmerie, et personne n’entend plus parler de lui. Fin avril 1945, les troupes soviétiques approchent. Nous évacuons le camp, en train. Enfermés dans un wagon, nous errons sans but, pendant 10 jours. Sans manger, sans boire. Nous sommes tous malades. Nous sommes dévorés par les poux. Nos vêtements sont imprégnés de l’odeur fétide de nos excréments. Beaucoup succombent. Les cadavres, qui ne seront jamais identifiés, sont laissés plusieurs jours parmi nous dans le wagon, puis poussés sur le ballast. Beaucoup ne supportent pas. Nous pensons tous que c’est là notre tombe. Seuls 170 détenus sur 1 000 ont survécu. »

Parmi les autres déportés ayant séjourné dans ce camp, l'on dispose aussi du témoignage de l'abbé Gabriel Gay, de Nantua. Le 2 mars 1944, 350 hommes sont choisis pour former un contingent à destination de Hradischko, en Tchécoslovaquie. L’abbé Gay et sept autres nantuatiens, dont un seul reviendra, en font partie. « Une année entière allait passer, durant laquelle l’Abbé Gay atteindrait aux plus hautes cimes du détachement et de la charité. ».
Odette Dréan, née le 4 juin 1916 à Saint-Nazaire (Loire-Atlantique) fut également déportée dans ce camp, ainsi que le résistant catalan Enric Moner Castell.
.